# Шульгин, Александр Иванович
Александр Иванович Шульгин (1911—1972) — советский офицер-политработник, на момент совершения подвига — гвардии майор, заместитель командира 45-го отдельного гвардейского сапёрного батальона по политической части (39-я гвардейская стрелковая дивизия, 8-я гвардейская армия, 3-й Украинский фронт). Герой Советского Союза (1944). Гвардии подполковник (1945).

## Биография
Родился 30 января (11 февраля — по новому стилю) 1911 года в городе Никополь ныне Днепропетровской области в семье рабочего. Украинец. Член ВКП(б)/КПСС с 1931 года. Сначала работал рабочим-строителем, затем окончил советскую партийную школу, работал инструктором горкома партии и редактором многотиражной газеты на Южнотрубном заводе в Никополе.

### В армии
В Красной Армии в 1933—1934 и с 1938 года. Служил в должности политрука сапёрной роты, полковой школы. На начало Великой Отечественной войны был военкомом отдельного артиллерийского дивизиона. Участник войны с июня 1941 года на Юго-Западном фронте. Участвовал в обороне Киева. Был тяжело ранен и отправлен в госпиталь. В июле 1942 года назначен военным комиссаром 45-го отдельного сапёрного батальона 308-й стрелковой дивизии. Во время Сталинградской битвы участвовал в обороне завода «Красный Октябрь». Затем участвовал в освобождении Донбасса, Запорожья. В дальнейшем А. И. Шульгин участвовал в разгроме Никопольской группировки войск, обеспечивал переправы через Южный Буг, Днестр, Вислу и Одер. 
С конца 1944 года воевал старшим инструктором по организационно-партийной работе и секретарём партийной комиссии политотдела 64-й инженерно-сапёрной бригады 8-й гвардейской армии. В последний раз отличился при штурме Берлина. Войну закончил на Эльбе.

### Подвиг
Заместитель командира 45-го отдельного гвардейского сапёрного батальона по политической части 39-й гвардейской стрелковой дивизии 8-й гвардейской армии 3-го Украинского фронта гвардии майор Шульгин, исполняя обязанности командира батальона, отличился при форсировании Днепра.
22 октября 1943 года войска армии вышли к Днепру. 39-я гвардейская стрелковая дивизия сосредоточилась в районе села Чапли в 5 километрах южнее Днепропетровска. Сапёрному батальону гвардии майора Шульгина предстояло осуществить переправу стрелковых подразделений и артиллерии на правобережье в районе села Лоцкаменка (ныне в черте Днепропетровска). Для отвлекающего манёвра здесь должен был переправляться 120-й гвардейский стрелковый полк.
Назначенный комендантом переправы, Шульгин всю ночь 23 октября руководил подготовкой переправочных средств. На рассвете первые штурмовые группы отчалили от берега, но были встречены организованным огнём артиллерии и миномётов. Понеся потери, десантники были вынуждены возвратиться на левый берег.
Что бы ввести противника в заблуждение, по предложению гвардии майора Шульгина, ложную переправу решено было осуществить ниже по течению. Для создания имитации на плоты посадили чучела, в условиях темноты отбуксировали их на средину реки и отпустили вниз по течению.
На рассвете 25 октября 1943 года по ложному десанту гитлеровцы открыли массированный огонь. В это время подразделения 120-го гвардейского стрелкового полка переправились на правый берег без ощутимых потерь. Находясь под постоянным обстрелом, подвергаясь бомбардировкам с воздуха, личный состав сапёрного батальона в течение двух суток без сна и отдыха переправлял на плацдарм боевую технику, боеприпасы и вооружение.
Указом Президиума Верховного Совета СССР от 22 февраля 1944 года за мужество, отвагу и героизм, проявленные в борьбе с немецко-фашистскими захватчиками, гвардии майору Шульгину Александру Ивановичу присвоено звание Героя Советского Союза с вручением ордена Ленина и медали «Золотая Звезда» (№ 2671).

### В отставке
С 1946 года гвардии подполковник А. И. Шульгин в запасе. Жил и работал в Никополе. Избирался депутатом Никопольского городского Совета народных депутатов.
Умер 25 марта 1972 года.

## Награды
- Звание Герой Советского Союза (Указ Президиума Верховного Совета СССР от 22 февраля 1944 года):
  - орден Ленина,
  - медаль «Золотая Звезда» № 2671;
- орден Отечественной войны I степени (приказ Военного совета 8-й гвардейской армии № 717/н от 11 июня 1945 года);
- орден Отечественной войны II степени. (приказ Военного совета 8-й гвардейской армии № 357/н от 26 сентября 1944 года);
- орден Красной Звезды (приказ Военного совета 62-й армии № 78/н от 4 января 1943 года);
- медаль «За оборону Сталинграда» (Указ Президиума Верховного Совета СССР от 22 декабря 1942 года);
- медаль «За победу над Германией в Великой Отечественной войне 1941—1945 гг.» (Указ Президиума Верховного Совета СССР от 9 мая 1945 года);
- другие медали СССР.